# Крюгер, Эрнест Эдуардович
Эрнест Эдуардович Крюгер (1889, Астрахань — 18 августа 1941, Казань) — советский инженер-конструктор, кораблестроитель, внёс значительный вклад в создание первых советских проектов подводных лодок типов «Декабрист», «Народоволец», «Красногвардеец». Работал с видными корабельными инженерами С. А. Базилевским и Б. М. Малининым.

## Биография
Крюгер Э. Э. родился в г. Астрахани в 1889 г. в известной немецкой семье, которая обосновалась в России в XVIII веке. Отец Крюгер Эдуард Эдуардович и дед Эдуард Готлиб Фридрих (Эдуард Фёдорович) Крюгер — петербургские архитекторы. В Петербурге семья Крюгеров проживала в доме №7 по 8-й линии Васильевского острова. Эдуард Эдуардович Крюгер имел чин статского советника.
В 1906 г. Эрнест окончил гимназию с золотой медалью и поступил в Политехнический институт, который закончил в 1913 году.
В аттестате Крюгера об окончании гимназии сказано: «На основании наблюдений за все время его обучения в гимназии… поведение его было вообще отличное, исправность в посещении и приготовлении уроков, а также в исполнении письменных работ, примерное прилежание, примерная и любознательность по русской и немецкой словесности и математике».
Крюгер был однокашником Б. М. Малинина по Политехническому институту. После окончания Политехнического института в 1913 г. пути Малинина и Крюгера на несколько лет разошлись. Малинин пошёл на Балтийский судостроительный завод, Крюгера призвали в царскую армию. С 1914-го по 1917 гг. воевал на различных фронтах. После Октябрьской революции 1917 г. демобилизовался. В 1918 году был назначен помощником начальника водно-технического управления Совнархоза. В 1919-м Эрнест Эдуардович снова призывается в армию в рабоче-крестьянский красный флот (РККФ). Крюгер назначается младшим, а затем старшим производителем работ управления морской авиации.
В конце 1920 года он был уволен «в бессрочный отпуск». В 1920—1921 гг. назначается помощником по технической части начальника водолазной партии Петроградского военного порта.
С 1 января 1921 года начинает работать на Балтийском судостроительном заводе. Два года Эрнест Эдуардович заведует (как сказано в списке инженеров завода) цехом подводного плавания.С 1923—1924 гг. назначается обер-мастером сборочно-установочного цеха. С конца 1924 года Крюгер работал помощником заведующего механическим цехом и руководил в сборочном цехе ремонтом подводных лодок.
Начиная с 4 ноября 1926 г. Крюгер начал работать во вновь созданном Техническом бюро № 4 на Балтийском судостроительном заводе вместе с Б. М. Малининым. Техническое бюро № 4 было создано для проектирования и строительства подводных лодок. Эрнест Эдуардович руководил механическим сектором и участвовал в создании первой советской подводной лодки «Декабрист» и был заместителем Малинина.
В 1930 году Крюгер, Малинин, Руберовский за неудачи при проектировании подводной лодки «Декабрист» были арестованы и обвинены по статье 58-6, 7, 11 и приговорены к 10 годам исправительно-трудовых лагерей (ИТЛ). Отбывали наказание конструкторы в Особом техническом бюро экономического управления при полномочном представительстве Объединённого государственного политического управления в Ленинградском военном округе (ОТБ ЭКУ ПП ОГПУ в ЛВО), где трудились на проектом подводной лодки «Правда» конструктора А. Н. Асафова. В 1932 году постановлением КОГПУ срок конструкторам был засчитан условно, и они были освобождены из-под стражи. С 1932—1937 гг. Крюгер трудился в Особом конструкторско-техническом бюро № 2 (ОКТБ-2) при Балтийском заводе затем реорганизованное в Центральное конструкторское бюро специального (подводного) судостроения № 2 (ЦКБС-2) далее Центральное конструкторское бюро № 18 (ЦКБ-18).
Под руководством Крюгера переведён с французского языка фундаментальный труд М. Лобефа и Г. Стро. «Подводные лодки» (1934).
Повторно Э. Э. Крюгер был арестован 15 июля 1937 г. по ст.58-7, 58-11 «Участие в троцкистской вредной шпионской организации и подрывной деятельности в судостроении». Военной Коллегией Верховного суда 30 мая 1940 г. Приговор — 10 лет лишения свободы, п/п 5 лет с конфискацией имущества. Умер 18 августа 1941 в областной психиатрической больнице г. Казани ТО НКВД, дело в МВД 16786. Реабилитирован в 1956 году.